# Щит Беллеро
«Щит Беллеро» (англ. The Outer Limits: The Bellero Shield) — телефильм, 20 серия 1 сезона телесериала «За гранью возможного» 1963—1965 годов. Режиссёр: Джон Брахм. В ролях — Мартин Ландау, Салли Келлерман, Чита Ривера, Джон Хойт, Нил Гамильтон.
Есть несколько общих черт в теме сценария, сюжете, и структуре от пьесы «Макбет» Уильяма Шекспира, и многие критики соглашаются, что серия имеет общие черты с этой пьесой.
По предложению Мартина Коттмейера, инопланетянин в этой серии должен был отвечать описанию инопланетных существ, о которых рассказали супруги Бетти и Барни Хилл в их предполагаемом инопланетном похищении. Серия была показана приблизительно за две недели до сессии гипноза, в которой Барни впервые описал встречу с инопланетянами.

## Вступление
Есть страсть в человеческом сердце, которую называют стремлением. Она вспыхивает благородным пламенем, и с его светом человечество вышло из пещер тьмы в дальний космос. Но когда эта страсть становится жаждой, когда её пламя раздуто жадностью и  личным голодом, тогда стремление становится амбицией — из-за которой свершилось грехопадение ангелов.

## Сюжет
Ученый Ричард Беллеро занимается конструированием мощного лазерного оружия. Однажды ночью мирно настроенный инопланетянин из «мира света» в системе Тау Кита по лазерному лучу прибывает на Землю. Жена ученого, Джудит, пытается стрелять в него из лазерного оружия, но у пришельца, как оказалось, мощный силовой щит. Ученый и инопланетянин знакомятся друг с другом. Когда ученый уезжает, Джудит стреляет в инопланетянина, чтобы получить технологию его силового поля, и смертельно его ранит. 
Во время демонстрации возможностей силового поля Джудит включает щит, но не может его отключить, оказавшись в ловушке. Инопланетянин, в чьей смерти она была уверена, неожиданно воскресает. Пришелец, несмотря на зло, которое причинила ему женщина, приходит на помощь Джуждит и выключает силовое поле прежде, чем умереть самому — он использует свою собственную кровь, чтобы деактивировать щит. Оказалось, что его кровь является одним из основных компонентов генератора силового поля. Джудит, испытывая безумное чувство вины за смерть инопланетянина, думавшего лишь о её спасении, в конце серии с ужасом понимает, что, несмотря на то, что устройство по всем признакам деактивировано, всё ещё находится в ловушке. Герои серии не понимают, как действовать дальше.

## Заключительная фраза
Когда страсть, именуемая стремлением, становится жаждой, тогда стремление деградирует, становясь вульгарной амбицией, из-за которой свершилось грехопадение ангелов.